# Dr Pers Food

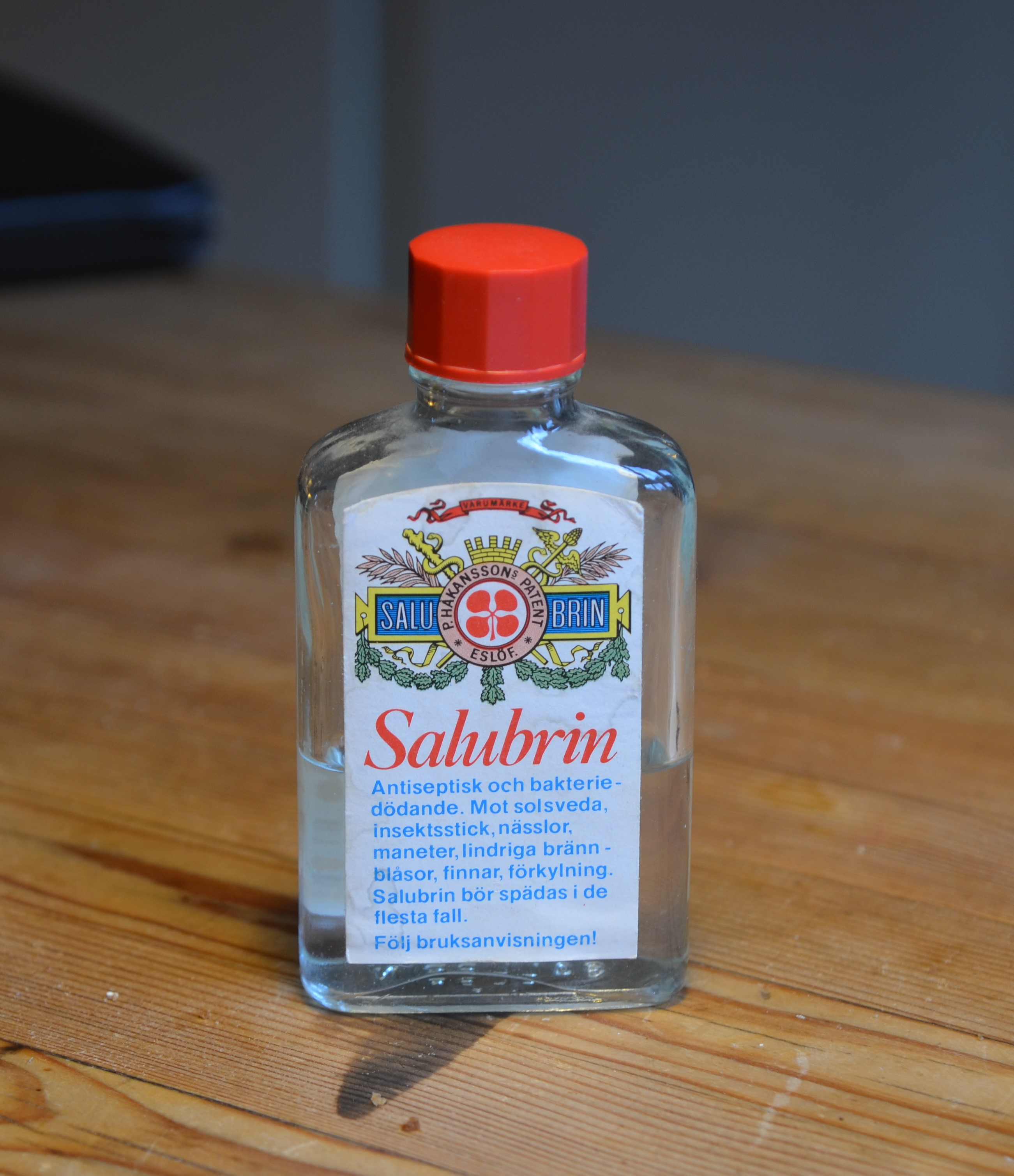
Salubrin-flaska

Dr Pers Food var ett livsmedelsföretag grundat 1874 av Per Håkansson i Eslöv. Företagets huvudprodukt var länge ättika. Det blev även känt för desinfektionsmedlet Salubrin, som avyttrades 2000. Varumärket köptes av Hardford AB i Malmö. Bolaget var även under en period moderbolag till Felix AB.
Företaget tillverkade i Eslöv bland annat senap, vinäger, rapsolja, såser och sojasås. Tidigare namn på företaget var AB P. Håkansson och, fram till år 2000, Druvan.
År 2011 köptes företaget av den norska livsmedelskoncernen Kavli som har behållt produktionen i Eslöv med varumärket Druvan. 